# Isaac Promise
Isaac Promise (ur. 2 grudnia 1987 w Zarii, zm. 2 października 2019 w Austin) – nigeryjski piłkarz występujący na pozycji napastnika.

## Kariera klubowa
Promise karierę rozpoczynał w klubie Grays International. W 2005 roku trafił do tureckiego Gençlerbirliği SK. W pierwszej lidze tureckiej zadebiutował 5 sierpnia 2005 w bezbramkowo zremisowanym meczu z Fenerbahçe SK. Od czasu debiutu stał się tam podstawowym graczem. 17 września 2005 w zremisowanym 1:1 spotkaniu z MKE Ankaragücü strzelił pierwszego gola w trakcie gry w tureckiej ekstraklasie. W ciągu trzech sezonów w barwach Gençlerbirliği rozegrał 93 ligowe spotkania i zdobył w nich 29 bramek.
W 2008 roku podpisał kontrakt z innym pierwszoligowym zespołem - Trabzonsporem. Pierwszy ligowy mecz zaliczył tam 14 września 2008 przeciwko Beşiktaşowi JK (0:0). W sezonie 2008/2009 zajął z klubem 3. miejsce w lidze. Latem 2009 roku został wypożyczony do Vestelu Manisaspor. W 2010 roku został wykupiony przez ten klub. W 2012 roku przeszedł do Antalyasporu. Następnie grał w Al-Ahli Dżudda i Balıkesirsporze. W 2016 przeszedł do klubu Kardemir Karabükspor.

## Kariera reprezentacyjna
W 2008 roku Promise został powołany do kadry Nigerii U-23 na letnie igrzyska olimpijskie. Zagrał na nich we wszystkich 6 meczach swojej drużyny i zdobył jedną bramkę, a Nigeria zajęła 2. miejsce na turnieju, po porażce 0:1 w finale w Argentyną.